# Zeus (rodzaj)
Zeus – rodzaj morskich ryb z rodziny piotroszowatych (Zeidae).

## Zasięg występowania
Ocean Indyjski, Atlantyk, Indo-Pacyfik, Morze Północne, zachodni Bałtyk, Morze Śródziemne i Morze Czarne.

## Klasyfikacja
Gatunki zaliczane do tego rodzaju:

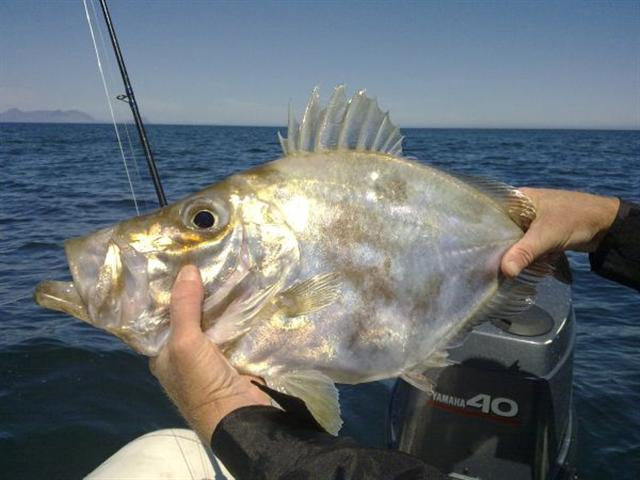
Zeus capensis
- Zeus faber – piotrosz[3], paszczak[3]

- Zeus capensis